# Nadezhda Kuzhelnaya
Nadezhda Vasilyevna Kuzhelnaya (en ruso: Надежда Васильевна Кужельная; Alexeyevskoye, República de Tartaristán; 6 de noviembre de 1962) es una piloto comercial rusa y cosmonauta retirada. Fue asignada como miembro de la tripulación para la misión Soyuz TM-32 pero fue removida para integrar a Dennis Tito. Desde su retiro en 2004 se convirtió en piloto comercial para la aerolínea rusa Aeroflot.

## Trayectoria
Nació en noviembre de 1962, desde pequeña tuvo interés en películas y libros sobre ciencia ficción y el espacio. En el año 1981 se unió a un club de vuelo y aspiraba a convertirse en arquitecta, por ello se graduó del Instituto de Ingeniería de Dnepropetrovsk en 1984. Al ver a la cosmonauta Svetlana Savítskaya a bordo de la misión soviética Soyuz T-7, decidió estudiar en el Instituto de Aviación de Moscú, al graduarse en 1988, comenzó a trabajar como ingeniera aeroespacial en la corporación espacial RKK Energiya, donde diseñaba equipamiento para vuelos espaciales.
En el año 1994 fue aceptada para convertirse en cosmonauta, realizó un entrenamiento de dos años en el Centro de Entrenamiento de Cosmonautas Gagarin junto a su colega Mijaíl Tiurin. Durante su entrenamiento contrajo matrimonio con un instructor espacial con quien tuvo una hija, por lo que dejó por un tiempo la capacitación, y al terminar fue nombrada ingeniera de vuelo, sería la encargada de pilotar y acoplar la nave Soyuz a la Estación Espacial Internacional. Fue asignada para pilotar la Soyuz TM-32 en su vuelo a la estación espacial en 2001, sin embargo fue removida para dar cabida al estadounidense Dennis Tito, el primer turista espacial de la historia. Más adelante fue asignada como respaldo de la astronauta francesa Claudie Haigneré en una misión posterior. Entre los años 1999 y 2004 fue la única mujer cosmonauta y en 2004 tras un aviso sobre la prohibición de mujeres en vuelos espaciales rusos, anunció su retiro para convertirse en piloto comercial, firmó con la aerolínea rusa Aeroflot. Fue una de las dos únicas mujeres en volar el avión soviético Túpolev Tu-134.